# Arsenio González
González  Gutiérrez est un nom espagnol. Le premier nom de famille, en général paternel, est González ; le second, en général maternel, souvent omis, est Gutiérrez.
Pour les articles homonymes, voir González.
Arsenio González Gutiérrez, né le 9 mars 1960 à Yudego (es), est un coureur cycliste espagnol. Il fut professionnel de 1983 à 1998.

## Palmarès

### Palmarès amateur
- 1982
  - Santikutz Klasika
  - Volta da Ascension

### Palmarès professionnel
- 1983
  - 5e étape b du Tour de Cantabrie
  - 2e du Tour de La Rioja
- 1987
  - 3e de la Prueba Villafranca de Ordizia
- 1988
  - 5e étape du Tour de Catalogne
- 1989
  - 6e étape du Trophée Joaquim-Agostinho
  - 2e du Trophée Joaquim-Agostinho
- 1990
  - 5e étape du Trophée Joaquim-Agostinho
  - 3e du Trophée Joaquim-Agostinho
- 1996
  - Circuit de Getxo
  - Clásica de Sabiñánigo
  - 2e de la Prueba Villafranca de Ordizia

## Résultats sur les grands tours

### Tour de France
7 participations
- 1988 : 97e
- 1992 : 20e
- 1993 : abandon (3e étape)
- 1994 : 40e
- 1995 : 23e
- 1996 : 24e
- 1997 : abandon (2e étape)

### Tour d'Espagne
11 participations
- 1983 : 33e
- 1984 : 50e
- 1985 : 35e
- 1986 : 43e
- 1991 : 52e
- 1992 : 24e
- 1993 : 23e
- 1994 : 24e
- 1996 : 36e
- 1997 : 47e
- 1998 : 31e

### Tour d'Italie
3 participations
- 1995 : 21e
- 1997 : 52e
- 1998 : 55e